# Monique Sullivan
Monique Sullivan (Calgary, 21 de febrer de 1989) és una ciclista canadenca especialista en la pista. Ha participat en dues edicions dels Jocs Olímpics.

## Palmarès
- 2008
  -  Campiona del Canadà en 500 metres
  -  Campiona del Canadà en Keirin
- 2011
  -  Campiona del Canadà en Keirin
  -  Campiona del Canadà en Velocitat individual
- 2012
  - 1a als Campionats Panamericans en Keirin
  - 1a als Campionats Panamericans en Velocitat individual
- 2014
  - 1a als Campionats Panamericans en Keirin
- 2015
  - Medalla d'or als Jocs Panamericans en Keirin
  - Medalla d'or als Jocs Panamericans en Velocitat individual
  - Medalla d'or als Jocs Panamericans en Velocitat per equips (amb Kate O'Brien)
  - 1a als Campionats Panamericans en Keirin
  - 1a als Campionats Panamericans en Velocitat individual
  -  Campiona del Canadà en Velocitat individual
  -  Campiona del Canadà en velocitat per equips